# Asterinella intensa
Asterinella intensa är en svampart som först beskrevs av Cooke & Massee, och fick sitt nu gällande namn av Ferdinand Theissen 1912. Asterinella intensa ingår i släktet Asterinella och familjen Microthyriaceae.   Inga underarter finns listade i Catalogue of Life.